# Goreville
Goreville es una villa ubicada en el condado de Johnson en el estado estadounidense de Illinois. En el Censo de 2010 tenía una población de 1049 habitantes y una densidad poblacional de 240,94 personas por km².

## Geografía
Goreville se encuentra ubicada en las coordenadas 37°33′4″N 88°58′29″O / 37.55111, -88.97472. Según la Oficina del Censo de los Estados Unidos, Goreville tiene una superficie total de 4.35 km², de la cual 4.3 km² corresponden a tierra firme y (1.13%) 0.05 km² es agua.

## Demografía
Según el censo de 2010, había 1049 personas residiendo en Goreville. La densidad de población era de 240,94 hab./km². De los 1049 habitantes, Goreville estaba compuesto por el 98.57% blancos, el 0.1% eran afroamericanos, el 0.1% eran amerindios, el 0% eran asiáticos, el 0% eran isleños del Pacífico, el 0.76% eran de otras razas y el 0.48% pertenecían a dos o más razas. Del total de la población el 1.14% eran hispanos o latinos de cualquier raza.